# Germain David-Nillet
Germain David-Nillet, né à Paris le 4 décembre 1861 et mort dans la même ville le 11 octobre 1932, est un peintre français.

## Biographie
Germain David-Nillet est le fils aîné de Joseph Hippolyte et de David-Nillet Marie Léontine, famille originaire de Septmoncel dans le Jura. Élève et secrétaire de Léon Lhermitte (1844-1925), il obtient une médaille d'argent en section dessin à l'Exposition internationale de blanc et noir de 1888. Il expose à Paris au Salon de la Société nationale des beaux-arts avec mention honorable en 1889. Il en devient sociétaire en 1895, obtient une médaille d'argent à l'Exposition universelle de 1900 et est nommé chevalier de la Légion d'honneur. Il obtient aussi une médaille d'or à Munich en 1892, une mention honorable à Madrid en 1893, une médaille d'or à Rouen en 1897 et à Amsterdam en 1899.
Il rencontre le peintre Maurice Denis en 1898 lors de son séjour à Saint-Brieuc en Bretagne.
Le Salon de la Société nationale des beaux-arts lui consacre une exposition rétrospective en 1934.
Peintre de genre typique, ses tableaux Le Bénédicité, La Soupe et Chez grand'mère sont conservés dans des musées en France.

## Œuvres dans les collections publiques
- Le Faouët, musée du Faouët[2].
- Paris, musée d'Orsay : Portrait de Léon Lhermitte, 1925, huile sur toile, 49 × 40 cm, don de Mme David-Nillet.
- Roanne, musée des Beaux-Arts et d'Archéologie Joseph-Déchelette : La Soupe, 1892.

Œuvres de Germain David-Nillet
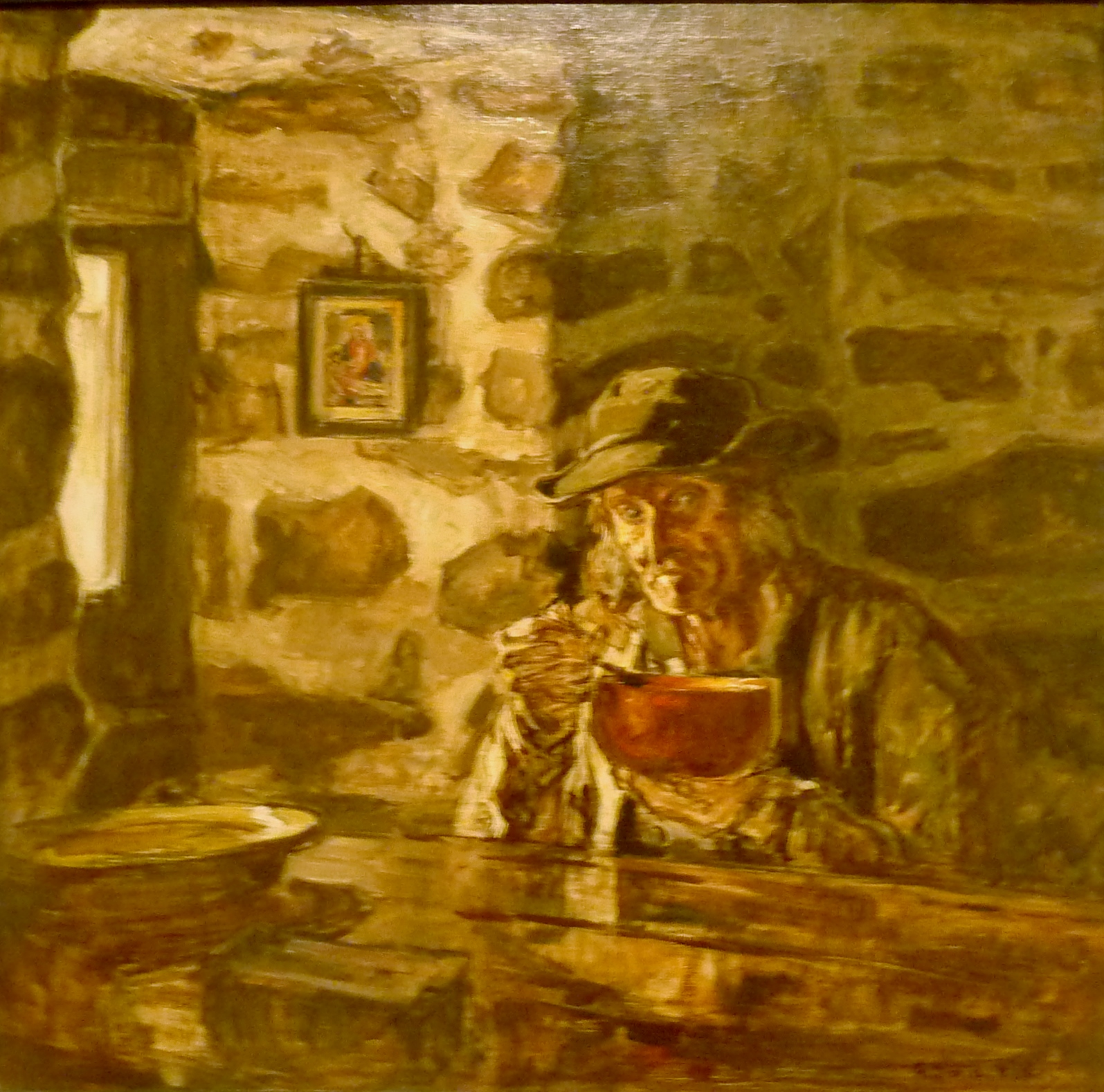
Un vieux Chouan ou Breton à table (vers 1906), huile sur toile, musée du Faouët.
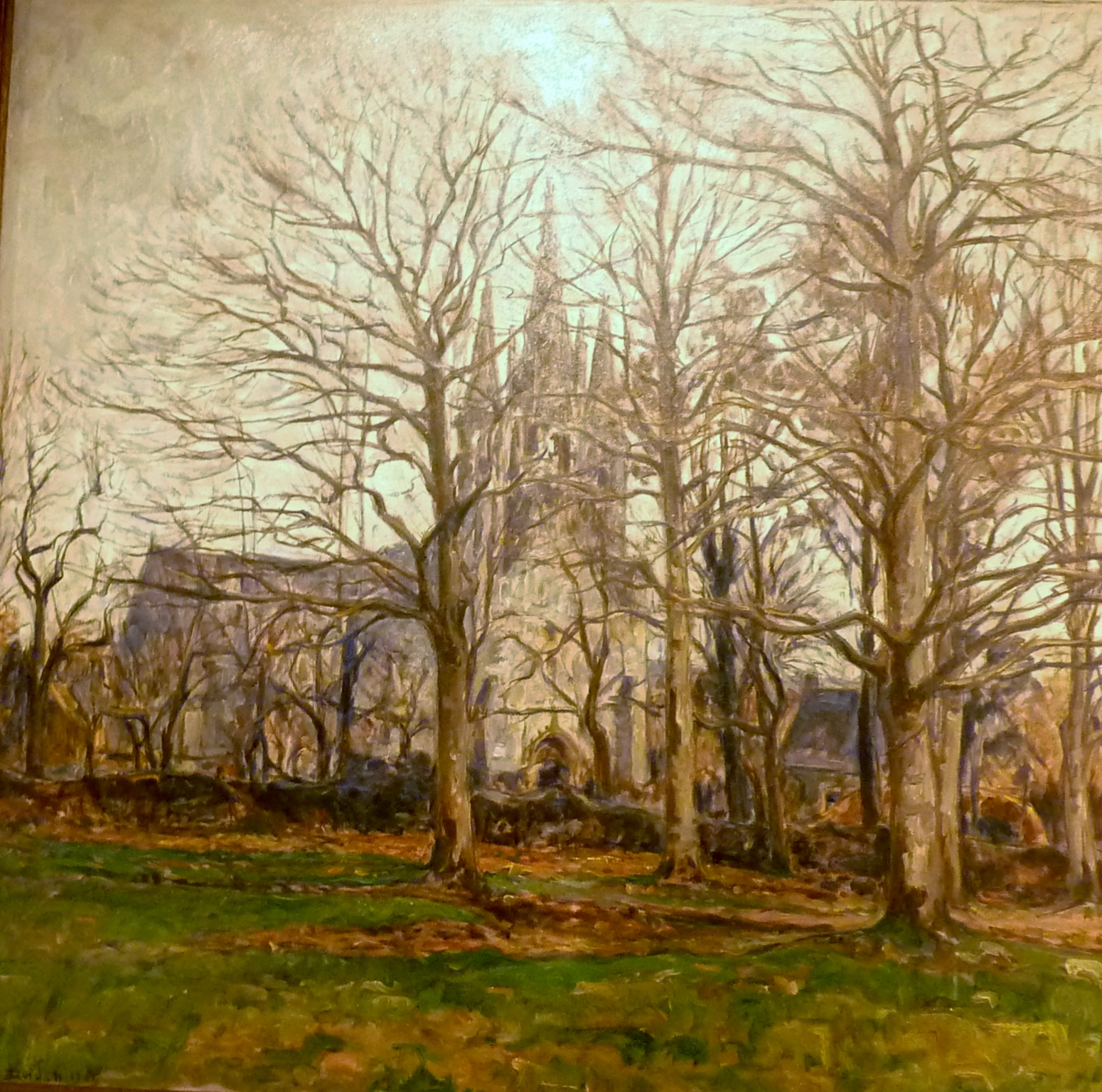
Chapelle Saint-Fiacre (1908), huile sur toile, musée du Faouët.
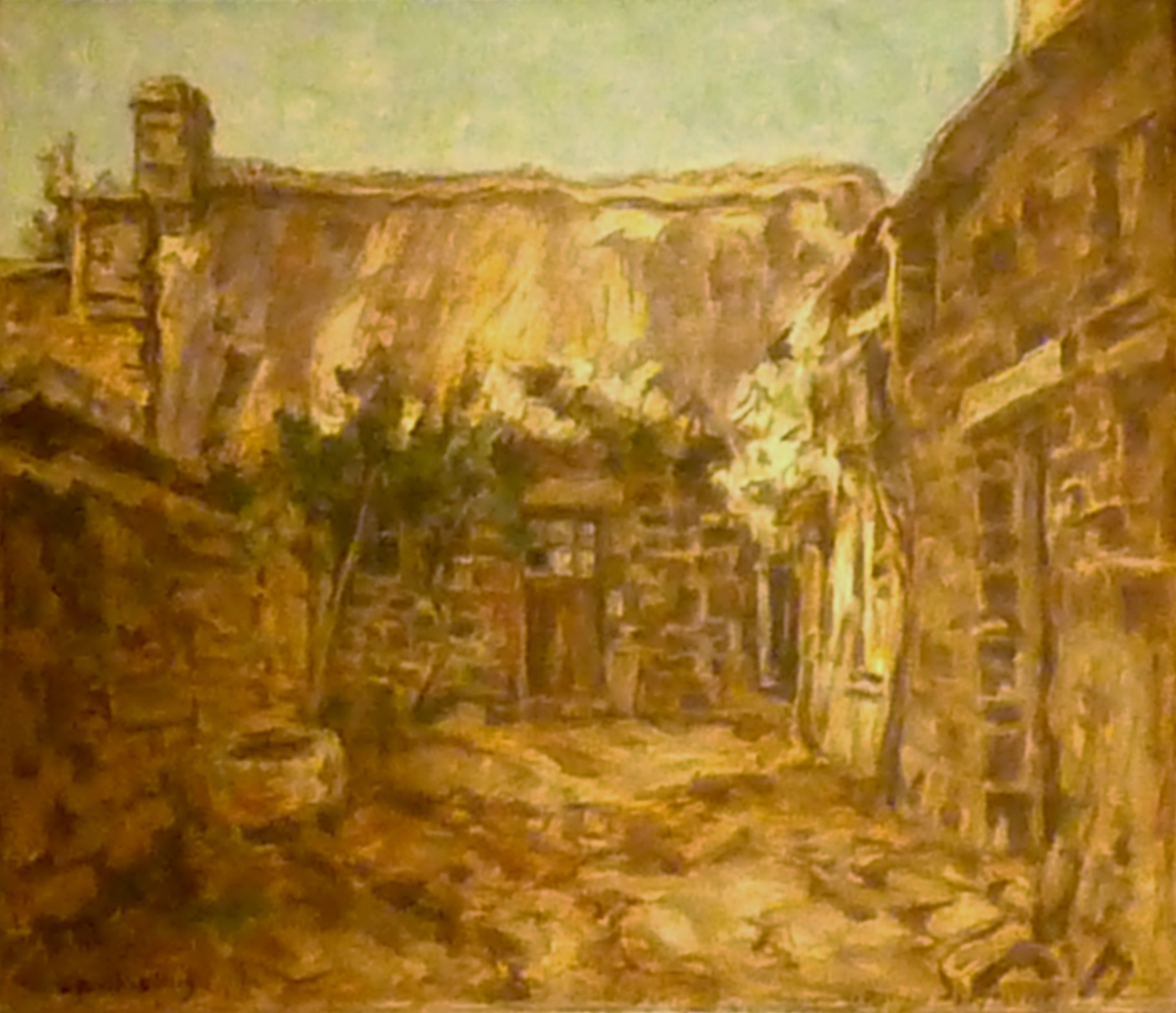
La Maison de Marion du Faouët (vers 1913), huile sur toile, musée du Faouët.
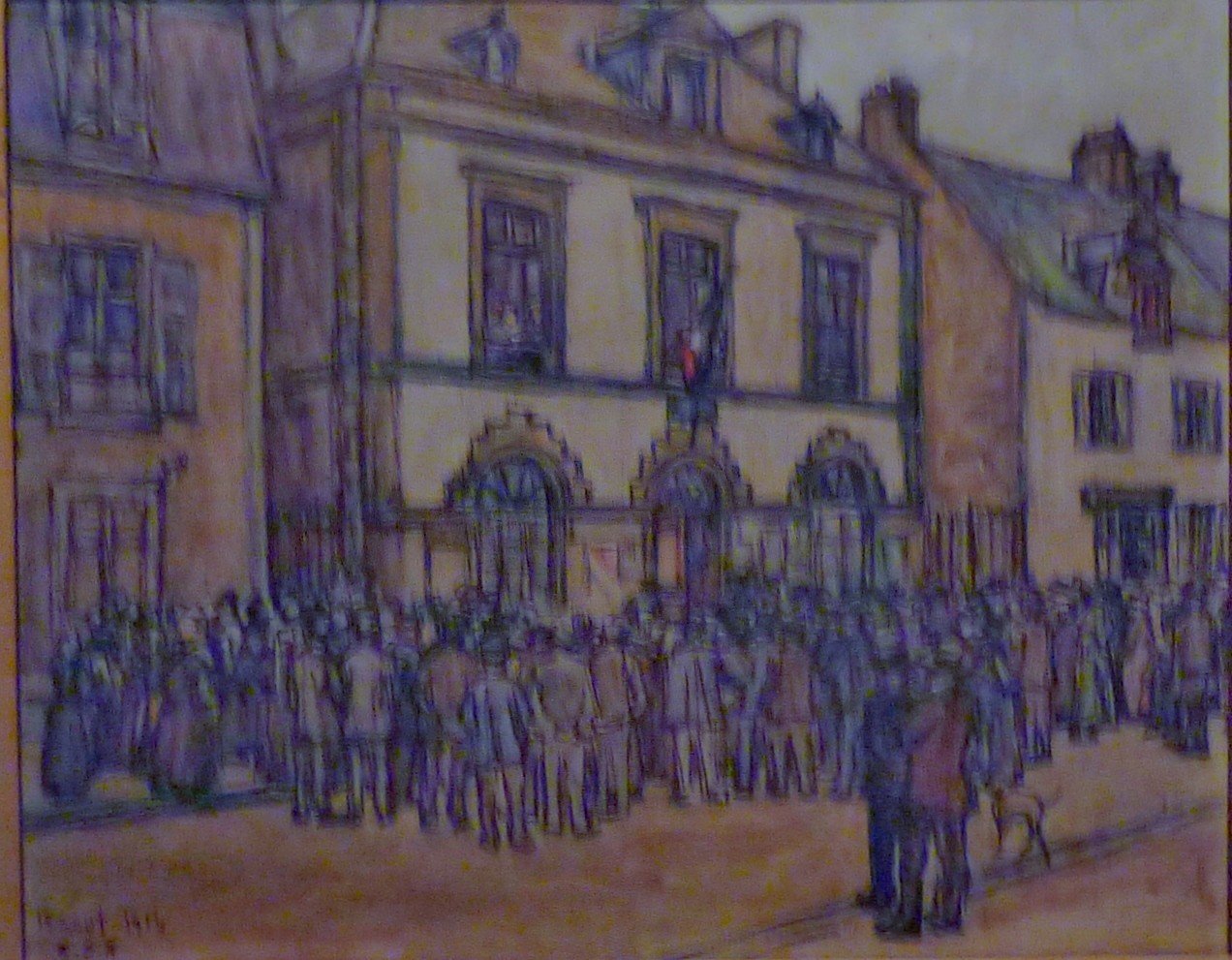
Rassemblement devant la mairie du Faouët (15 août 1914, lecture d'un communiqué), huile sur toile, musée du Faouët.
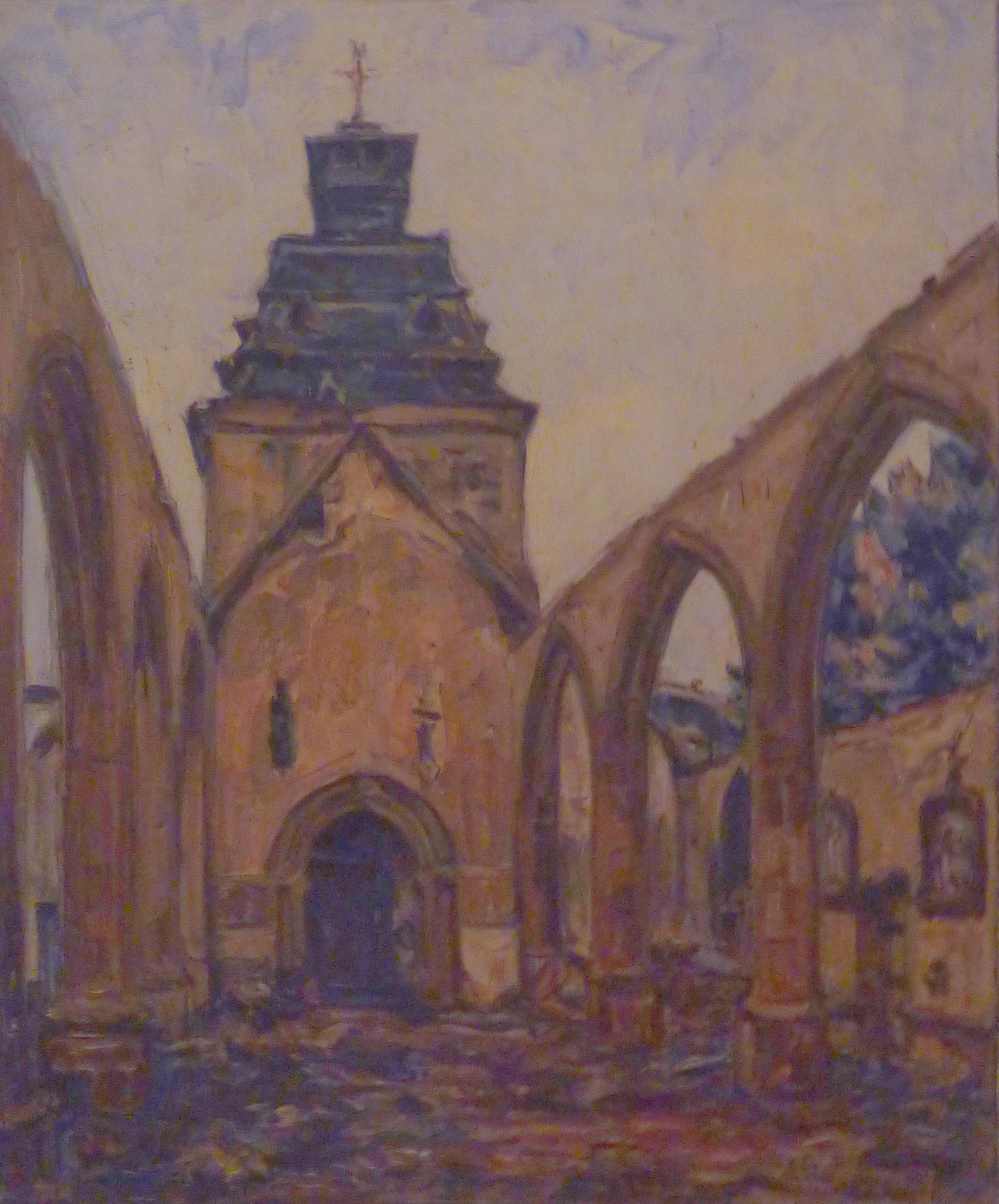
L'Église du Faouët après l'incendie , vue du clocher (1917), huile sur toile, Le Faouët, église Notre-Dame-de-l'Assomption.
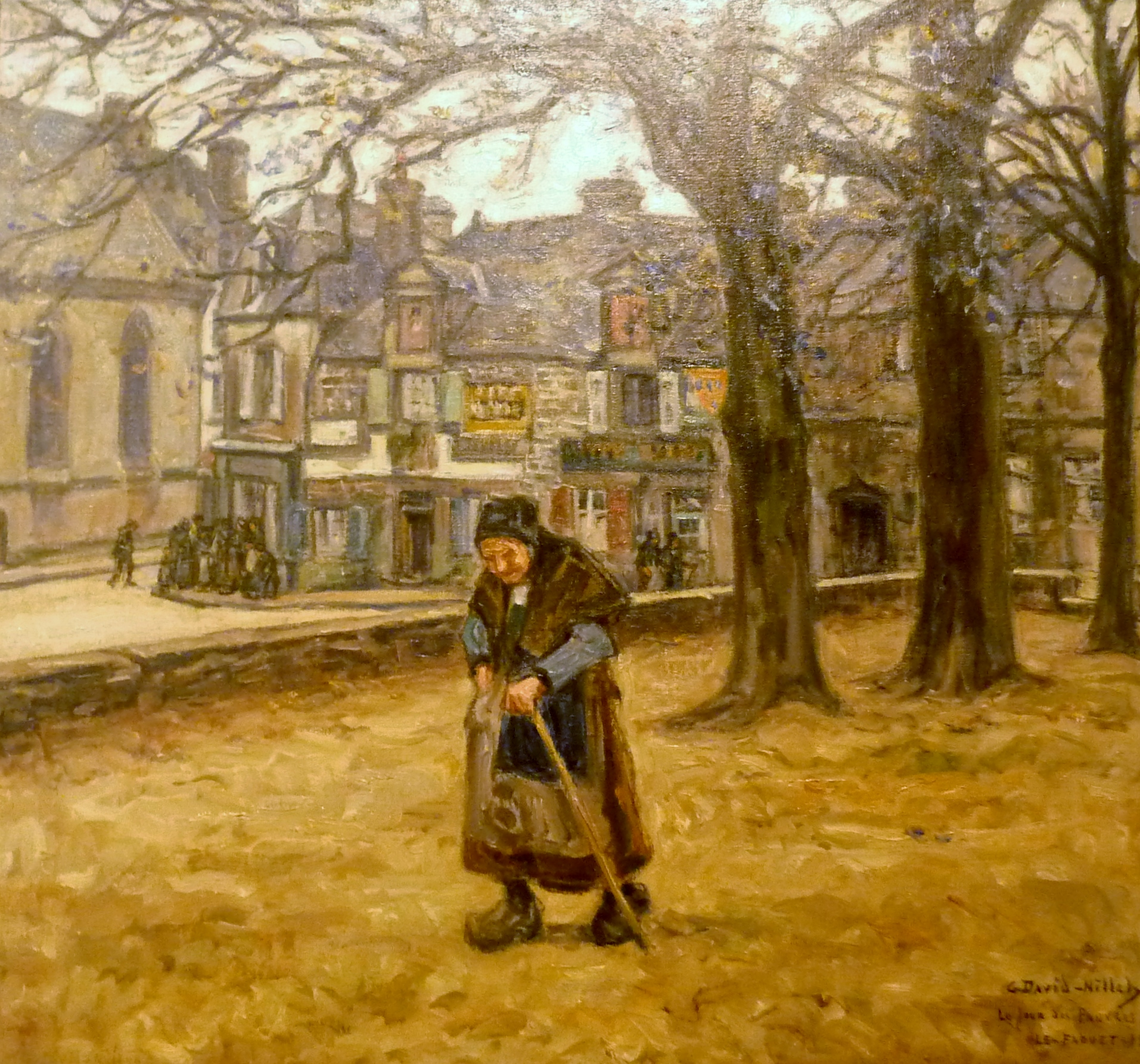
Le Jour des pauvres (1920), huile sur toile, musée du Faouët.
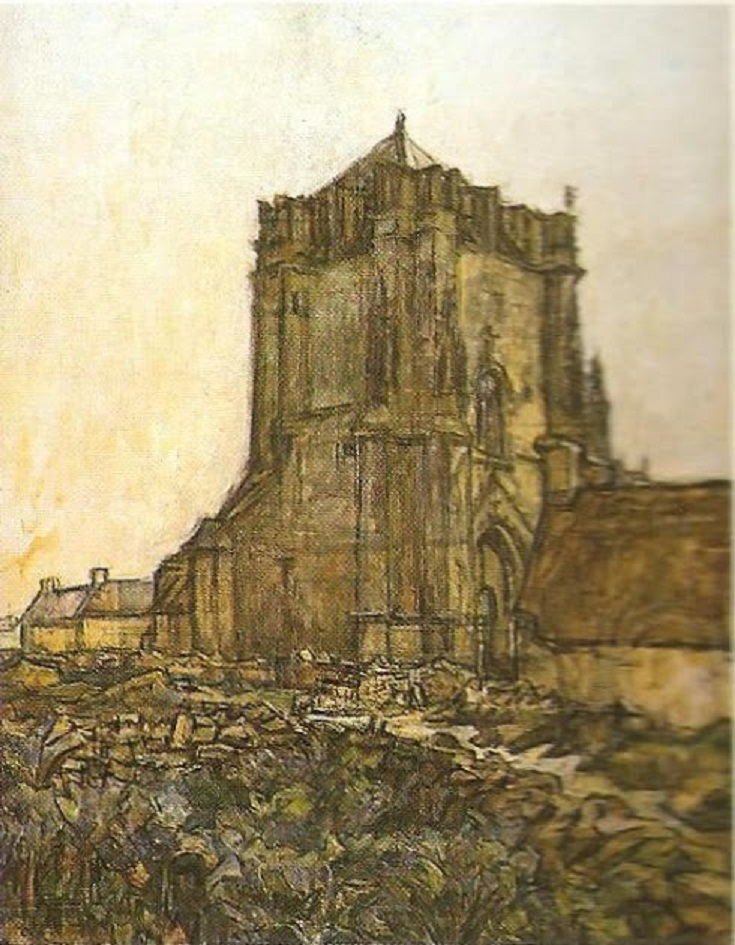
La Tour carrée, Locronan, musée Charles-Daniélou.
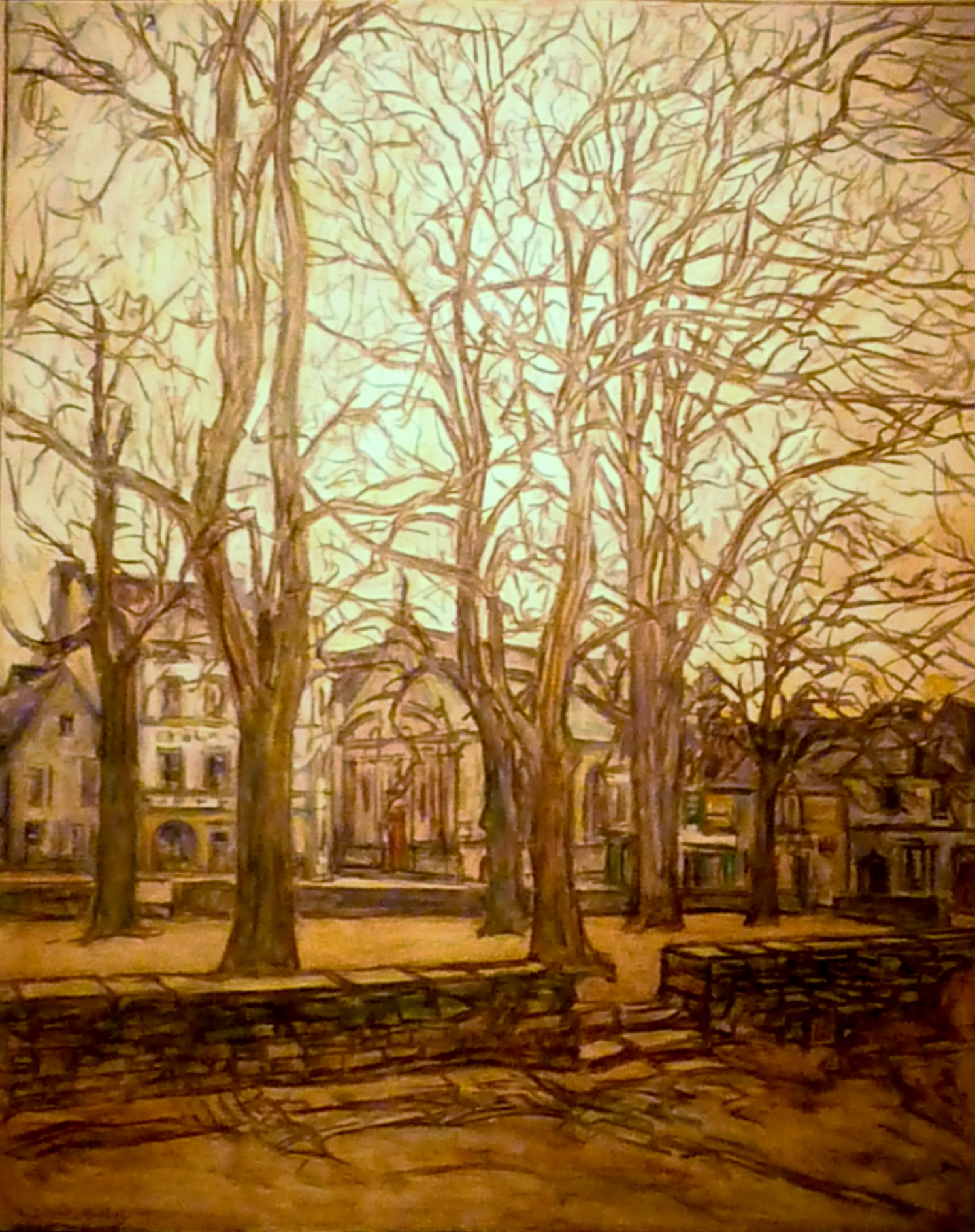
La Place plantée. Le Faouët, huile sur toile, musée du Faouët.
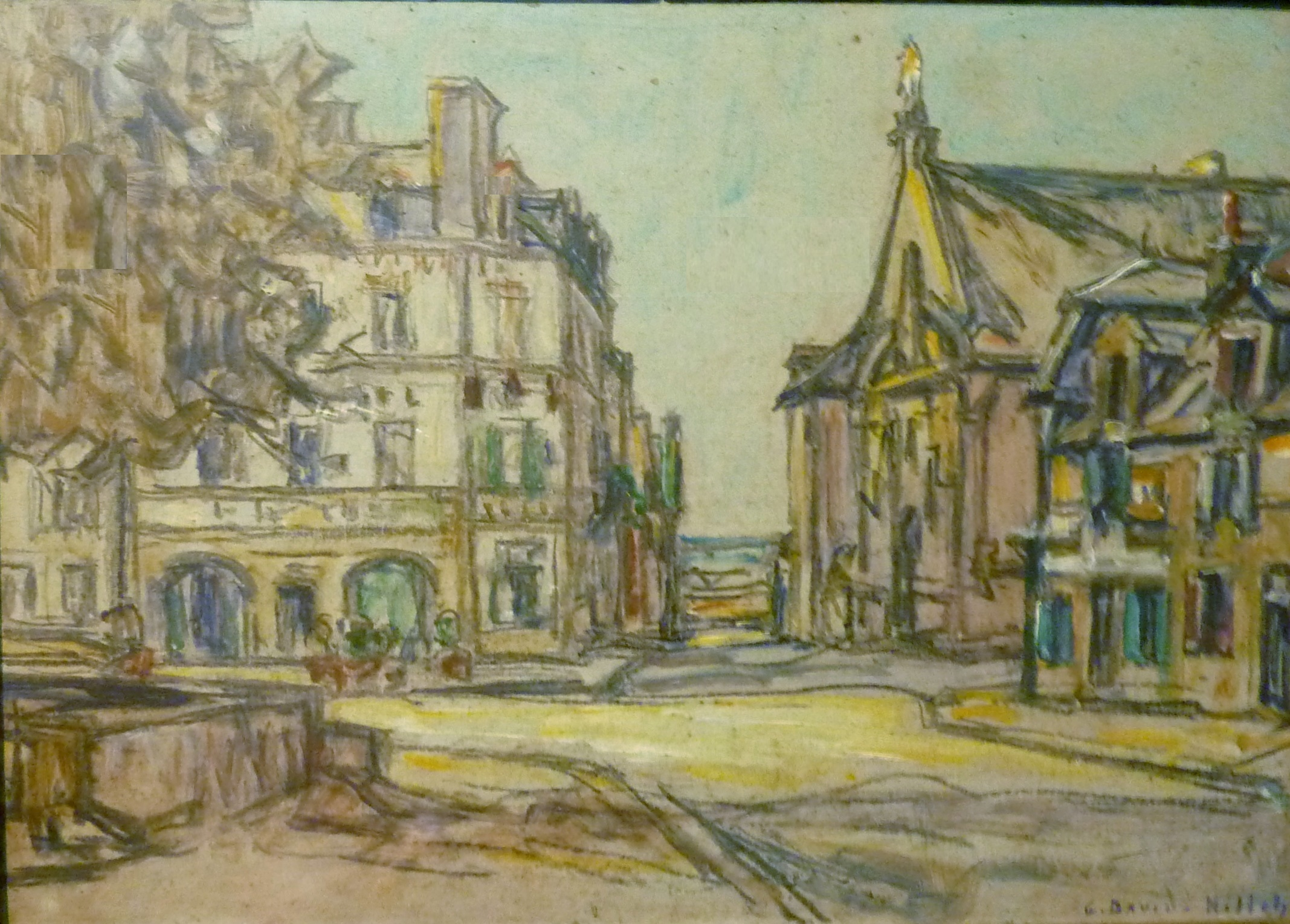
La Chapelle des Ursulines et l'hôtel du Lion d'Or, huile et fusain sur panneau, musée du Faouët.
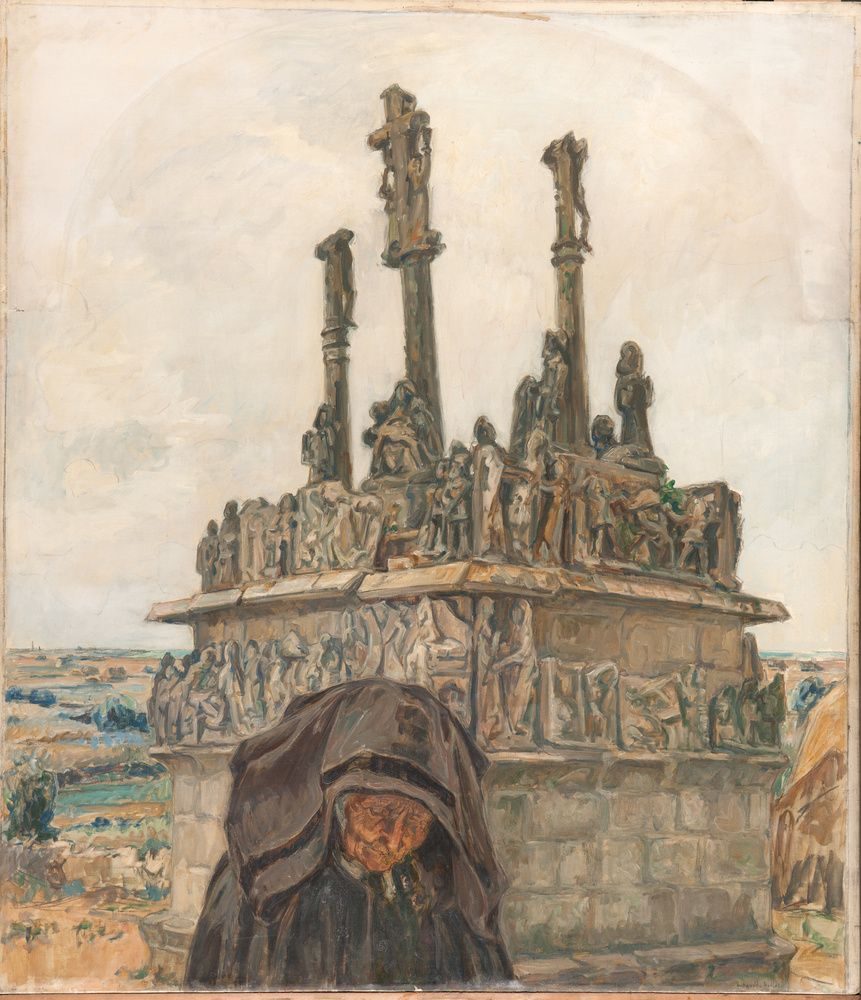
Calvaire de Tronoën (Morbihan), musée des Beaux-Arts de Nantes.